# Karl Drochter
Karl Drochter (* 1. Juli 1940 in Himberg; † 6. Februar 2021 in Mödling) war ein österreichischer Politiker (SPÖ) und Sekretär des Österreichischen Gewerkschaftsbundes. Er war von 1987 bis 1993 sowie von 1996 bis 2000 Mitglied des Österreichischen Bundesrates.

## Ausbildung und Beruf
Drochter besuchte zwischen 1946 und 1950 die Volksschule in Himberg und danach von 1950 bis 1954 die örtliche Hauptschule. Er absolvierte in der Folge zwischen 1954 und 1957 die Bundesgewerbeschule für Gießereiwesen und war 1957 beruflich als Technischer Angestellter bei Waagner-Biró Stadlau tätig. Er wechselte danach von 1958 bis 1961 als Former und Gießer zur Metallgießerei Bachmaier, wobei er 1960 seinen Präsenzdienst ableistet. In der Folge arbeitete er zwischen 1961 und 1971 als Gießereifacharbeiter bei Hutterer und Lechner und war danach von 1971 bis 1983 Landesbildungsreferent des Österreichischen Gewerkschaftsbundes Niederösterreich. Er war im Anschluss bis 1987 als Landessekretär des Österreichischen Gewerkschaftsbundes Niederösterreich tätig und wirkte zuletzt ab 1987 als Leitender Sekretär des ÖGB.

## Politik
Drochter begann seine politische Karriere 1970 als Gemeinderat in Ebergassing. Er übte zwischen 1979 und 1986 als Vizebürgermeister der Gemeinde und hatte von 1980 bis 1986 zudem das Amt eines geschäftsführenden Mitglieds des Gemeinderates von Ebergassing inne. Danach war er von 1986 bis 1988 einfacher Gemeinderat. Innerparteilich war er ab 1985 als Mitglied des Landesparteivorstandes der SPÖ Niederösterreich aktiv, wurde 1987 zum Mitglied des SPÖ-Bundesparteivorstandes gewählt und war ab 1986 als Mitglied der Wiener Konferenz der SPÖ Wien aktiv. Er war zudem ab 1996 Mitglied des Wiener Gemeinderatsklubs der SPÖ sowie 1996 Mitglied des Landesverteidigungsrates. Daneben übte er diverse Funktionen in der Gewerkschaft Metall-Bergbau-Energie der Bezirksorganisation Schwechat aus, war von 1983 bis 1987 Sekretär der Fraktion Sozialistischer Gewerkschafter (FSG) im ÖGB Niederösterreich und ab 1987 Bundessekretär der FSG. Ab 1988 wirkte er zudem als Mitglied der Exekutive des Europäischen Gewerkschaftsbundes und war von 1983 bis 1995 als Kammerrat der Kammer für Arbeiter und Angestellte für Niederösterreich aktiv. Des Weiteren engagierte er sich zwischen 1983 und 1989 als Vorstandsmitglied der Kammer für Arbeiter und Angestellte für Niederösterreich und war von 1992 bis 1995 Mitglied des Vorstandes der Bundeskammer für Arbeiter und Angestellte (Bundesarbeitskammer).
Drochter vertrat die SPÖ vom 1. Dezember 1987 bis zum 6. Juni 1993 sowie vom 26. Jänner 1996 bis zum 19. Oktober 2000 im Bundesrat.

## Auszeichnungen
- 1998: Großes Silbernes Ehrenzeichen für Verdienste um die Republik Österreich[2]